# Joeri Glazkov
Joeri Nikolajevitsj Glazkov (Russisch: Ю́рий Никола́евич Глазко́в) (Moskou, 2 oktober 1939 – aldaar, 9 december 2008) was een Russisch ruimtevaarder. Glazkov’s eerste en enige ruimtevlucht was Sojoez 24 en begon op 7 februari 1977. Doel van deze missie was een koppeling met ruimtestation Saljoet 5. Zij moesten de atmosfeer in het station testen, die een mogelijke oorzaak was van de voortijdige terugkeer van de bemanning van Sojoez 21.
Glazkov werd in 1965 geselecteerd als astronaut en in 1982 ging hij als astronaut met pensioen. Hij ontving meerdere onderscheidingen en titels, waaronder Held van de Sovjet-Unie en de Leninorde.